# Танютеллаяха
Танютеллаяха (устар. Таню-Телла-Яха) — река в Надымском районе Ямало-Ненецкого автономного округа. Устье находится в 39 км по левому берегу реки Кутопъёган. Длина реки 28 км.

## Данные водного реестра
По данным государственного водного реестра России относится к Нижнеобскому бассейновому округу, водохозяйственный участок реки — Обь от города Салехард и до устья, речной подбассейн реки — бассейны притоков Оби ниже впадения Северной Сосьвы. Речной бассейн реки — (Нижняя) Обь от впадения Иртыша.